# Ganhetan (köpinghuvudort i Kina, Qinghai Sheng, lat 36,50, long 101,50)
Ganhetan (kinesiska: 甘河滩, 甘河滩镇) är en köpinghuvudort i Kina. Den ligger i provinsen Qinghai, i den nordvästra delen av landet, omkring 28 kilometer sydväst om provinshuvudstaden Xining. Antalet invånare är 24 252. Befolkningen består av 10 768 kvinnor och 13 484 män. Barn under 15 år utgör 17,0 %, vuxna 15-64 år 76 %, och äldre över 65 år 5,0 %.
Runt Ganhetan är det ganska tätbefolkat, med 120 invånare per kvadratkilometer. Närmaste större samhälle är Lushar, 5,6 km öster om Ganhetan. Trakten runt Ganhetan består i huvudsak av gräsmarker.
Genomsnittlig årsnederbörd är 537 millimeter. Den regnigaste månaden är juli, med i genomsnitt 140 mm nederbörd, och den torraste är januari, med 3 mm nederbörd.